# Mahmood al-Mushaifri
Mahmood Mabrook Nasib al-Mushaifri (arabisch محمود مبروك نصيب المشيفري, DMG Maḥmūd Mabrūk Naṣīb al-Mušaifarī; * 14. Januar 1993 in Rustaq) ist ein omanischer Fußballspieler.

## Karriere

### Klub
Ab der Saison 2013/14 spielte er für al-Suwaiq und wechselte zur Spielzeit 2018/19 zu al-Nasr.

### Nationalmannschaft
Seinen ersten bekannten Einsatz für die omanische Fußballnationalmannschaft hatte er am 8. August 2013 bei einem 1:0-Freundschaftsspielsieg über Turkmenistan. In der Startelf wurde er zur 80. Minute für Khalid al-Yaqoobi ausgewechselt. Nach weiteren Freundschaftsspielen stand er im Kader des Golfpokals 2017. Im Jahr 2018 sowie einmalig im März 2019 kam er bei Freundschaftsspielen zum Einsatz. Zuletzt spielte er beim FIFA-Arabien-Pokal 2021 in zwei Partien.